# Hermann Zapf
Hermann Zapf, född 8 november 1918 i Nürnberg, död 4 juni 2015 i Darmstadt, var en tysk typograf, kalligraf, författare och lärare. Zapf har tagit fram flera av de mest använda typsnitten. Han har bland annat skapat Palatino, Aldus, Optima, Euler, Zapfino, Zapf Book, Zapf Dingbats och Zapf Chancery.
1947–1956 var han konstnärlig ledare vid D. Stempel AG i Frankfurt. Han var även docent för typografi vid Hochschule für Gestaltung (HfG) i Offenbach. Han arbetade som grafiker för olika bokförlag som Suhrkamp, Insel Verlag och Carl Hanser Verlag. Från 1956 var han verksam som självständig grafiker, typograf och kalliograf. Från 1960-talet var han verksam inom datoranimerade typsnitt.

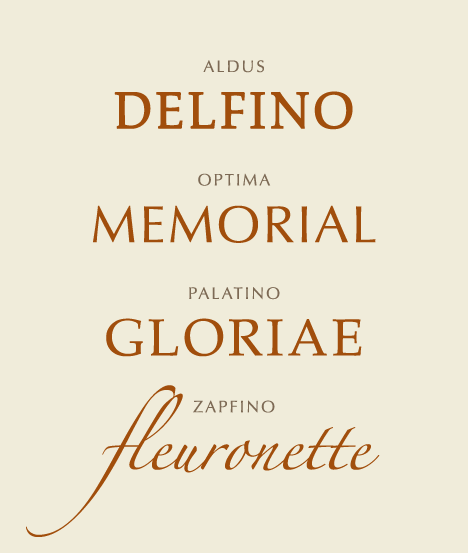
Exempel på typsnitt skapade av Zapf.